# Adriano Pereira da Silva
Adriano Pereira da Silva, noto semplicemente anche come Adriano (Salvador, 3 aprile 1982), è un ex calciatore brasiliano, di ruolo difensore.

## Carriera

### Club
Cresciuto nel club brasiliano del Grêmio, ha giocato nella massima serie brasiliana dal 2001 al 2004, totalizzando 46 presenze e 2 reti.
Nel giugno del 2004 arriva in Italia, facendo un provino con il Palermo, che il 31 agosto decide di tesserarlo facendogli firmare un contratto quadriennale. Con i rosanero gioca una sola partita il 27 ottobre 2004 in casa contro il Livorno (sconfitta per 1-2) valevole per l'8ª giornata del campionato di Serie A 2004-2005: il brasiliano entra all'inizio del secondo tempo al posto di Mariano González.
Nel gennaio 2005 è stato acquistato dall'Atalanta. Nella stagione 2004-2005 ha totalizzato 11 presenze e 2 gol in Serie A con l'Atalanta e l'anno successivo 35 presenze e una rete in Serie B; gioca nuovamente in Serie A nel 2006-2007, in cui ha segnato una rete in 25 partite.
Dopo aver disputato la prima partita della stagione di serie A 2007-2008, il 31 agosto 2007, ultimo giorno di mercato, è passato ai francesi del Monaco a titolo definitivo. Il 12 luglio 2013 ha rescisso consensualmente il contratto in essere con il Monaco.

### Nazionale
Ha giocato nella nazionale brasiliana Under-20.

## Palmarès

### Club

#### Competizioni nazionali
- Coppa del Brasile: 1

Grêmio: 2001
- Campionato italiano di Serie B: 1

Atalanta: 2005-2006
- Ligue 2: 1

Monaco: 2012-2013

#### Competizioni statali
- Campionato Gaucho: 1

Grêmio: 2001